# Brad Park
Douglas Bradford Park (* 6. Juli 1948 in Toronto, Ontario) ist ein ehemaliger kanadischer Eishockeyspieler (Verteidiger) und -trainer, der von 1968 bis 1985 für die New York Rangers, Boston Bruins und Detroit Red Wings in der National Hockey League spielte.

## Karriere
Eher unauffällig war Park als Junior, doch nachdem die Detroit Red Wings ihn zu einem Junior Camp eingeladen hatten, war man auch in seiner Heimatstadt, bei den Toronto Maple Leafs auf ihn aufmerksam geworden und ließ ihn bei den Toronto Marlboros in der OHA spielen. Hier entwickelte er sich sowohl körperlich, aber auch sein Spiel und man zählte ihn zu den Aspiranten auf einen Profivertrag. Beim NHL Amateur Draft 1966 holten ihn dann die New York Rangers als zweiten Spieler der ersten Runde. Nach weiteren zwei Jahren mit den Marlboros kam er zur Saison 1967/68 ins Trainingslager der Rangers. Der schüchterne und verschlossene Park wurde aber an die Buffalo Bisons in der American Hockey League abgeschoben.
Nach 17 Spielen dort kehrte er zu den Rangers zurück um sich in der NHL durchzusetzen. Nach einer ordentlichen Rookie-Saison entwickelte er sich zu einem herausragenden Verteidiger, der anfangs bei den Rangers, bald darauf aber auch in der ganzen Liga für Furore sorgte. Die starken Leistungen in der NHL brachten ihm auch eine Nominierung für das kanadische Team bei der Summit Series 1972 ein, wo er mit fünf Punkten in acht Spielen glänzen konnte. In der Saison 1973/74 war der Verteidiger bester Scorer der Rangers. In der Defensive war eine seiner stärken gegnerische Stars zu neutralisieren, indem er diese an den Rand des Spielfelds abdrängte.

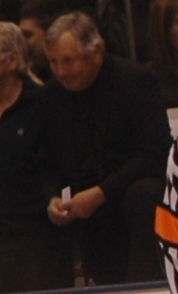
Brad Park 2008 beim Legends Classic in Toronto

Nachdem es zu Beginn der Saison 1975/76 bei den Rangers nicht so gut lief, wollte man das Team umbauen. So kam es zu einem der größten Tauschgeschäfte dieser Zeit. Gemeinsam mit Jean Ratelle wechselte er zu den Boston Bruins, im Gegenzug kamen Phil Esposito und Carol Vadnais nach New York. Die Bruins hatten hierbei sicherlich das bessere Geschäft gemacht und Park gab der Verteidigung in Boston einen starken Rückhalt und ersetzte Bobby Orr, der verletzungsbedingt kaum noch spielen konnte. Wie bereits zuvor bei den Rangers erreichte er die Finals um den Stanley Cup, war dort aber mit seinem Team unterlegen.
Zur Saison 1983/84 wechselte er zu den Detroit Red Wings. Hier versuchte er etwas langsamer zu machen, glänzte aber immer noch mit einem hervorragenden Auge für den tödlichen Pass. Nach zwei Spielzeiten mit den Red Wings beendete er 1985 seine aktive Karriere.
In der NHL war Park einer der dominierenden Verteidiger seiner Zeit. Um die ganz große Popularität zu erreichen, standen ihm jedoch erst der herausragende Bobby Orr und später Denis Potvin im Weg. Sechsmal wurde er zwischen 1970 und 1978 für die James Norris Trophy nominiert, doch jeweils war es einer der beiden Superstars, die einen Gewinn dieser Trophäe verhinderten.
Er blieb nach seiner aktiven Laufbahn bei den Wings und übernahm das Team für eine halbe Spielzeit als Trainer. Nachdem jedoch die Erfolge ausblieben, wurde er nach Ende der Saison abgesetzt.
1988 wurde er mit der Aufnahme in die Hockey Hall of Fame geehrt.

## Erfolge und Auszeichnungen
- First All-Star Team: 1970, 1972, 1974, 1976 und 1978
- Second All-Star Team: 1971 und 1973
- Charlie Conacher Humanitarian Award: 1983
- Bill Masterton Memorial Trophy: 1984